# بن سالیزبری
بن سالیزبری (انگلیسی: Ben Salisbury؛ زادهٔ ۱۹۷۰ میلادی) موسیقی‌دان، تنظیم‌کننده و آهنگساز اهل بریتانیا است.
از فیلم‌ها یا مجموعه‌های تلویزیونی که وی در آن‌ها نقش داشته‌است، می‌توان به اکس ماکینا، مردان علیه آتش، آتش آزاد، نابودی، هانا، لوس و توسعه‌دهندگان اشاره نمود.